# ISCARS DASH Touring Series
Die ISCARS DASH Touring Series ist eine US-amerikanische Rennserie der American Speed Association, die bis zum Jahre 2003 von der NASCAR betrieben wurde.

## Geschichte
Die Serie startete inoffiziell 1973 in North Wilkesboro, North Carolina. Eine Schar von Rennfahrern begann auf einem Straßenkurs Rennen zu fahren. Diese Strecke gehörte dem früheren Teambesitzer Bill Ellis aus der Grand National Series. Als Ellis nach wenigen Rennen beschloss, die Serie nicht weiter zu betreiben, gründeten die Fahrer die Baby Grand National Racing Association, Inc. (BGNRA). Neben dem Namen lehnen sich auch die Autos in puncto Lackierung an die Grand National an. Charlie Triplett wurde zum Präsidenten ernannt. Ursprünglich wurde die Serie mit 4-Zylinder-Kompaktlimousinen ausgetragen. Das Motto der BGNRA lautete „The Poor Man’s Way to Race“ (dt.: Die Möglichkeit zum Rennsport für den armen Mann). Der BGNRA-Gründer wandte sich an die NASCAR um die Serie dort offiziell billigen zu lassen, dies gelang ihm im Jahr 1975, als die Serie offiziell als Sanktion der NASCAR startete. Die Serie wuchs stetig, vor allem wegen der billigen Fertigungskosten der Wagen und Motoren. Es war keine Seltenheit, dass 40 Fahrer an einem Rennen teilnahmen.
Der fünfmalige Champion Dean Combs war 1980 mit dem Datsun 200 SX der erste NASCAR-Fahrer, der mit einer nicht-amerikanischen Marke eine Saison regulär beendete. In den frühen 1980er Jahren veränderte die NASCAR das Kräfteverhältnis maßgeblich, indem sie den GM Iron Duke-Motor einführte. Die Kosten für ein Aggregat stiegen somit von 800 auf 22.000 US-Dollar. Die deutlich höheren Beschaffungskosten führten dazu, dass lediglich zehn bis zwölf Teams an einem Rennen teilnehmen konnten. Nachdem in der Busch Series die 6-Zylinder zu Auslaufmodellen wurden, erlaubte die NASCAR 1998 außer den bisherigen 4-Zylinder- auch 6-Zylinder-Motoren. Die meisten Crews entschieden sich für den 6-Zylinder-Antrieb. Im Oktober 2003 wurde die Serie an Brdaytona verkauft.
Derzeit steht die ISCARS unter dem Besitz von Randy Claypoole. Im Jahre 2007 wurden im Reglement 5,1 Liter V8-Motoren vorgeschrieben. Dies geschah wieder aus dem einen Grund, die Kosten zu senken. Am 8. Februar 2008 ereignete sich ein Todesfall während der Speedweeks in Daytona. Der Sicherheitsmitarbeiter Roy Weaver wurde von Ray Paprota überfahren. Weaver war dabei die Strecke von den Trümmern eines Rennunfalls zu bereinigen. Für den Rest der Speedweeks wurden alle Fahnen auf halbmast gesetzt.

## Bisherige Champions
- 2009: Jason Shultz
- 2008: Danny Bagwell
- 2007: Danny Bagwell
- 2006: Eric Wilson
- 2005: Wade Day
- 2004: Johnny Chapman
- 2003: Robert Huffman
- 2002: Jake Hobgood
- 2001: Cam Strader
- 2000: Robert Huffman
- 1999: Robert Huffman
- 1998: Robert Huffman
- 1997: Mike Swaim Jr.
- 1996: Lyndon Amick
- 1995: David Hutto
- 1994: Will Hobgood
- 1993: Rodney Orr
- 1992: Mickey York
- 1991: Johnny Chapman
- 1990: Robert Huffman
- 1989: Gary Wade Finley
- 1988: Larry Caudill
- 1987: Larry Caudill
- 1986: Hut Stricklin
- 1985: Mike Swaim
- 1984: Mike Swaim
- 1983: Michael Waltrip
- 1982: Larry Hoopaugh
- 1981: Dean Combs
- 1980: Dean Combs
- 1979: Larry Hoopaugh
- 1978: Larry Hoopaugh
- 1977: Dean Combs
- 1976: Dean Combs
- 1975: Dean Combs

## Bekannte Fahrer
- Andy Belmont
- Rob Moroso
- Phil Parsons
- Larry Pearson
- Robert Pressley

## Frühere Namen
- 1973 The Baby Grand National Racing Association
- 1975 The Baby Grand Series
- 1980 NASCAR International Sedan Series
- 1983 Darlington Dash Series
- 1985 Charlotte/Daytona Dash Series
- 1990 NASCAR Dash Series
- 1992 Goody’s Dash Series
- 2004 IPOWER Dash Series
- 2005 International Sport Compact Auto Racing Series